# Кошеріу
Кошеріу (рум. Coșeriu) — село у повіті Бистриця-Несеуд в Румунії. Входить до складу комуни Урменіш.
Село розташоване на відстані 296 км на північний захід від Бухареста, 36 км на південь від Бистриці, 59 км на схід від Клуж-Напоки.

## Населення
За даними перепису населення 2002 року у селі проживали 92 особи, усі — румуни. Усі жителі села рідною мовою назвали румунську.